# Alpsporre
Alpsporre (Linaria alpina) är en grobladsväxtart som först beskrevs av Carl von Linné, och fick sitt nu gällande namn av Philip Miller. Enligt Catalogue of Life ingår Alpsporre i släktet sporrar och familjen grobladsväxter, men enligt Dyntaxa är tillhörigheten istället släktet sporrar och familjen grobladsväxter. Arten förekommer tillfälligt i Sverige, men reproducerar sig inte. Utöver nominatformen finns också underarten L. a. aciculifolia.

## Bildgalleri

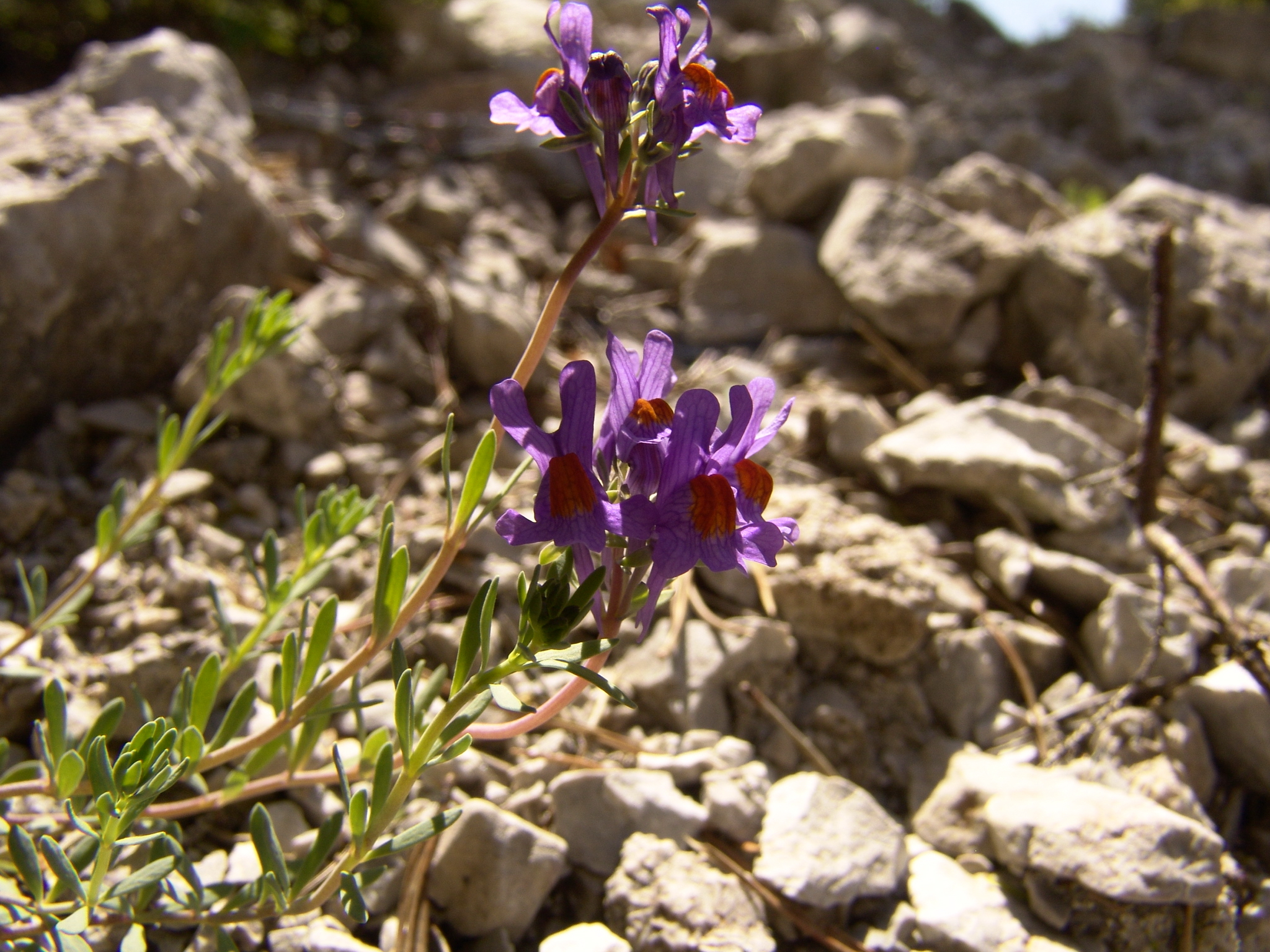
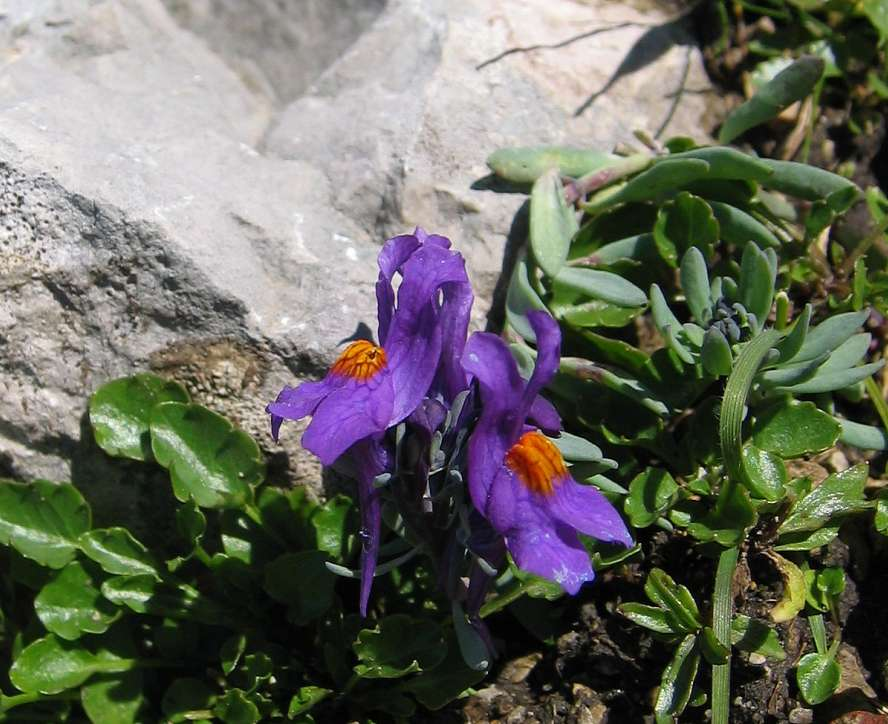
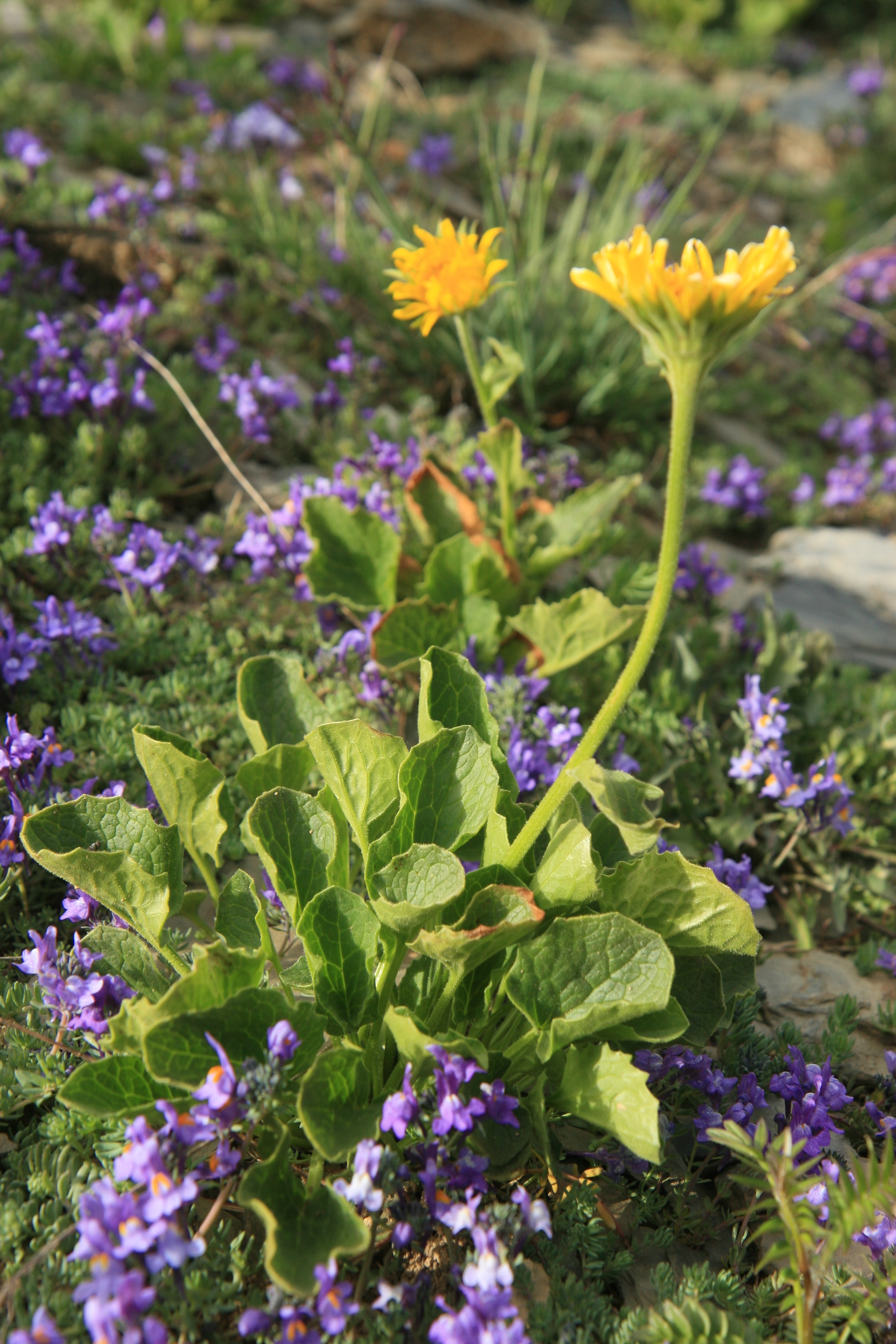
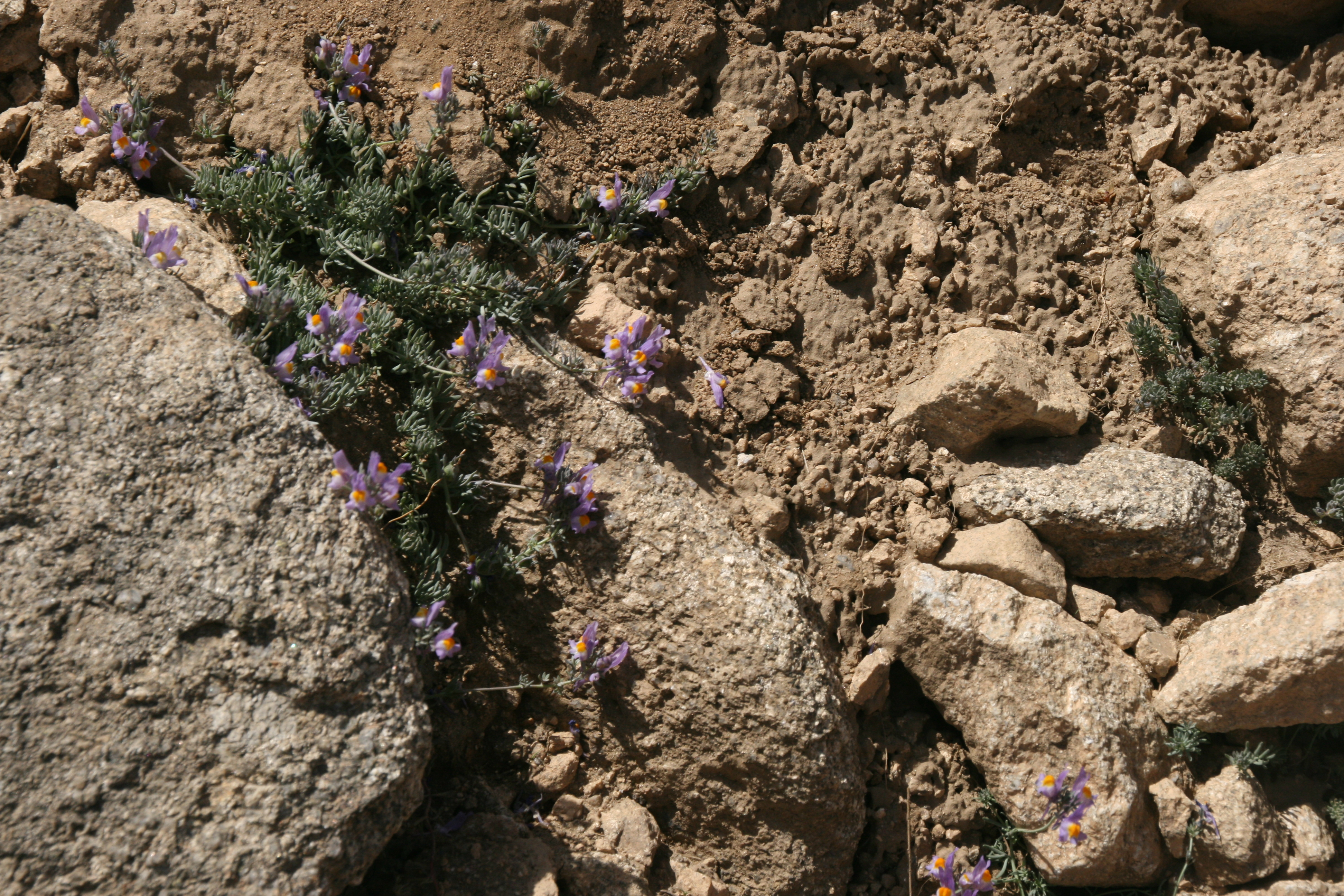
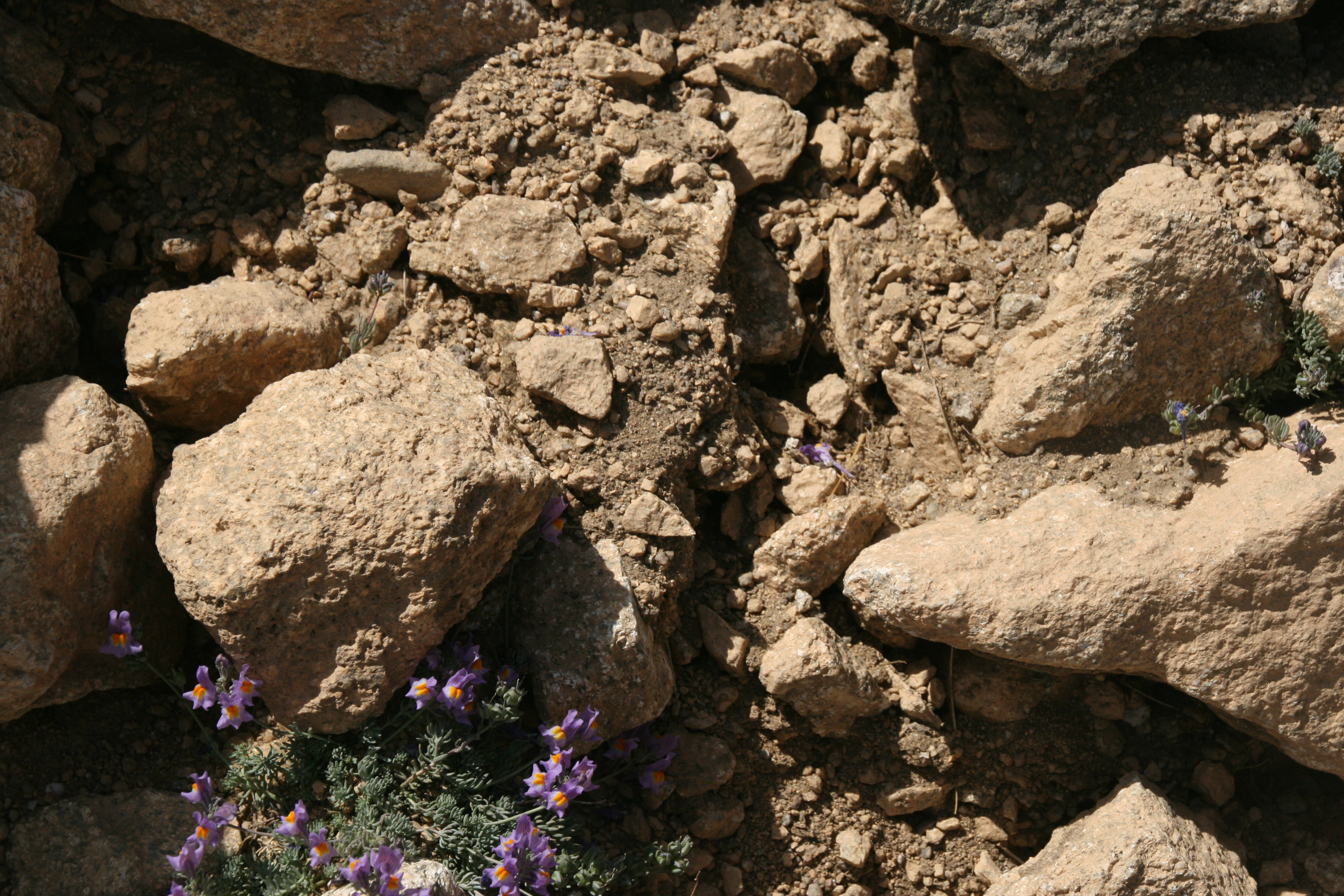
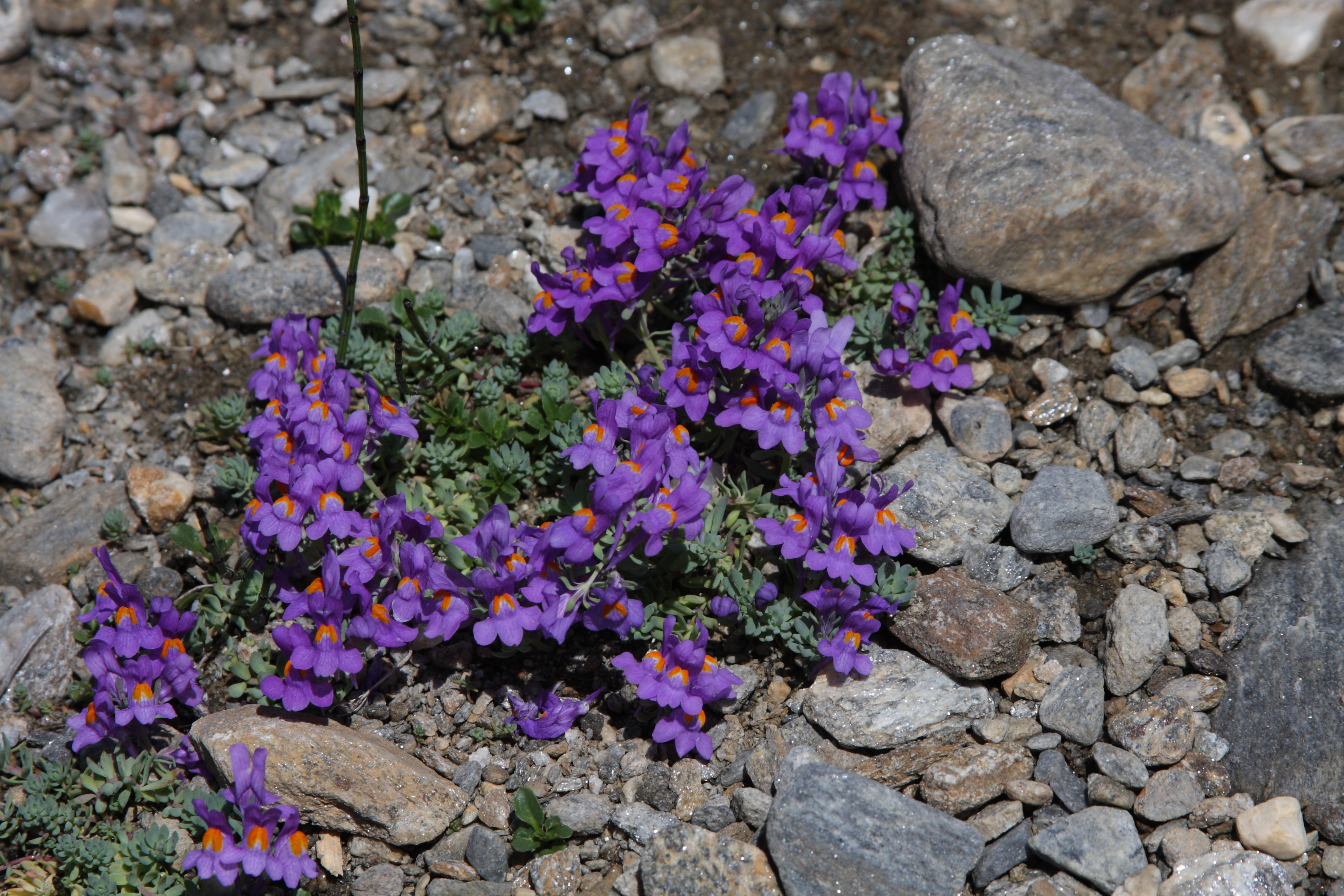